# روز پدر (فیلم ۱۹۹۷)
روز پدر (به انگلیسی: Fathers' Day) فیلمی است محصول سال ۱۹۹۷ به کارگردانی ایوان رایتمن. در این فیلم بازیگرانی همچون رابین ویلیامز، بیلی کریستال، جولیا لوئیس-دریفوس، ناستاسیا کینسکی، بروس گرین وود، چارلز راکت، پتی دی آبراویلی، جرید هاریس و لوئیس لومباردی ایفای نقش کرده‌اند.